# سنجه جهانی دما از ۱۹۹۰
سنجه جهانی دما از ۱۹۹۰ (ITS-90) توسط کمیته مشاوره دماسنج (CCT) و کمیته بین‌المللی وزن و اندازه‌گیری (CIPM) منتشر شده‌است، که یک استاندارد کالیبراسیون تجهیزات برای انجام اندازه‌گیری دما کلوین و سلسیوس است. ITS-90 تقریب مقیاس دما ترمودینامیکی است که مقایسه و سازگاری اندازه‌گیری دما در سطح بین‌المللی را تسهیل می‌کند.
در سال ۲۰۱۹، کلوین دوباره تعریف شد، اما این تغییرات در مقایسه با عدم قطعیت ITS-90 بسیار ناچیز است، بنابراین ITS-90 بدون هیچ گونه تغییر در مقیاس دمای عملی توصیه می‌شود. پیش‌بینی می‌شود تعریف مجدد، همراه با پیشرفت در روشهای دماسنج اولیه، امکان اتکا به ITS-90 (و PLTS-2000) را در آینده فراهم کند.

## جزئیات
ITS-90 به گونه ای طراحی شده‌است که مقیاس دمای ترمودینامیکی (مطلق) (اشاره به صفر مطلق) را تا حد ممکن در سراسر محدوده خود نشان دهد. بسیاری از طرح‌های مختلف دماسنج برای پوشش کل دامنه مورد نیاز است. اینها شامل دماسنج‌های فشار بخار هلیوم، حسگر دمای مقاومتی بنزینی هلیوم، دماسنج‌های استاندارد مقاومت در برابر پلاتین (معروف به SPRTs , PRTs یا پلاتین RTDs) و دماسنجهای تابش تک رنگ است.

## دماسنجهای درون یابی استاندارد و دامنه آنها
| پایین (K)  | فوقانی (K) | تغییرات | دماسنج                   | استراتژی کالیبراسیون و درون یابی                                                                                  |
| ---------- | ---------- | ------- | ------------------------ | --- |
| ۰۰۰ ۰٫۶۵   | ۰۰۰ ۳٫۲    | 0 ۱     | دماسنج فشار بخار هلیوم-۳ | فشار بخار - رابطه خاص با یک عملکرد مشخص مشخص شده‌است.                                                              |
| ۰۰۰ ۱٫۲۵   | ۰۰۰ ۲٫۱۷۶۸ | 0 ۱     | دماسنج فشار بخار هلیوم-۴ | فشار بخار - رابطه خاص با یک عملکرد مشخص مشخص شده‌است.                                                              |
| ۰۰۰ ۲٫۱۷۶۸ | ۰۰۰ ۵٫۰    | 0 ۱     | دماسنج فشار بخار هلیوم-۴ | فشار بخار - رابطه خاص با یک عملکرد مشخص مشخص شده‌است.                                                              |
| ۰۰۰ ۳٫۰    | ۰۰ ۲۴٫۵۵۶۱ | 0 ۱     | دماسنج گاز هلیوم         | در سه نقطه ثابت در این محدوده کالیبره شده و به روش مشخصی درون یابی می‌شود.                                         |
| ۰۰ ۱۳٫۸۰۳۳ | ۱۲۳۴٫۹۳    | ۱۱      | دماسنج مقاومت پلاتین     | مقاومت در نقاط مختلف ثابت کالیبره شده و به روش مشخصی درون یابی می‌شود. یازده روش کالیبراسیون مجزا مشخص شده‌است.     |
| ۱۲۳۴٫۹۳    |            | 0 ۳     | فشارسنج نوری             | در یک نقطه ثابت کالیبره شده و طبق قانون پلانک استخراج می‌شود. ممکن است در نقطه انجماد نقره، طلا یا مس کالیبره شود. |